# Alaskozetes antarcticus
Alaskozetes antarcticus – gatunek roztocza (Acari) z rodziny Ameronothridae zaliczanej do mechowców, żyjący w lodach Antarktydy, jeden z nielicznych, a zarazem największych stawonogów lądowych zasiedlających ten kontynent. 
A. antarcticus jest endemitem regionu antarktycznego i subantarktycznego. To jeden z gatunków żyjących na szerokościach geograficznych położonych najbardziej na południe – zasięg jego występowania dochodzi niemal do 78° szerokości geograficznej południowej. Wykazuje dużą odporność na niskie temperatury, do −30 °C. Zasiedla obszary polodowcowe, z których lodowiec wycofał się co najmniej 30 lat wcześniej. Zajmuje także inne siedliska: zanieczyszczenia pływów morskich, odchody pingwinów, legowiska fok i gniazda ptaków. Spotykany jest też pod kawałkami skał, kości, a także w glonach i porostach. Żywi się detrytusem pochodzącym głównie od kręgowców.
Występuje często w dużych skupiskach, w których mogą być obecne wszystkie stadia rozwojowe od jaj po osobniki dojrzałe. Skupiska te występują przez cały rok. Zachodzi w nich rozwój jaj, linienie i dojrzewanie osobników.
A. antarcticus jest jednym z największych lądowych stawonogów Antarktydy. Dorosłe osobniki dorastają do 1 mm długości. Zwierzęta te we wszystkich stadiach rozwoju charakteryzują się powolnym tempem zarówno w poruszaniu się, jedzeniu, jak i rozwoju. Odporność na niskie temperatury daje im zawarty w ciele glicerol, chroniący przed zamarznięciem. Nie jest to jednak specyficzne dla tego gatunku przystosowanie do klimatu Antarktydy, gdyż obecność związków gliceryny stwierdzono u wielu innych zwierząt żyjących w cieplejszych strefach. Na zdolność przetrwania A. antarcticus w warunkach polarnych składa się prawdopodobnie kilka różnych czynników.

## Podgatunki
W obrębie tego gatunku wyróżniono 3 podgatunki:
- A. antarcticus antarcticus (Michael, 1903)
- A. antarcticus grandjeani (Dalenius, 1958)
- A. antarcticus intermedius Wallork, 1967